# Соснівка (Львівський район)
Сосні́вка (МФА: [soˈsɲiu̯kɐ] ( прослухати)) — село в Україні, в Львівському районі Львівської області. Колишня назва Вульки. Населення становить 225 осіб. Орган місцевого самоврядування — Давидівська сільська рада.

## Населення
За даним всеукраїнським переписом населення 2001 року, в селі мешкало 225 осіб. Мовний склад села був таким:
| Мова       | Число ос. | Відсоток |
| ---------- | --------- | -------- |
| українська | 224       | 99,56    |
| білоруська | 1         | 0,44     |